# Asperoseius
Asperoseius es un género de ácaros perteneciente a la familia  Phytoseiidae.

## Especies
El género contiene las siguientes especies:
- Asperoseius africanus Chant, 1957
- Asperoseius australiensis Fain & Krantz, 1990
- Asperoseius baguioensis Corpuz-Raros, 1994
- Asperoseius henryae Fain & Krantz, 1990
- Asperoseius lagunensis Corpuz-Raros, 1994